# Cornelis de Bondt
Cornelis de Bondt (Den Haag, 9 december 1953) is een Nederlands componist.

## Opleiding
De Bondt studeerde muziektheorie bij Hein en Ineke Kien en Diderik Wagenaar en compositie bij Jan van Vlijmen en Louis Andriessen aan het Koninklijk Conservatorium in Den Haag.

## Activiteiten
De Bondt is docent theoretische vakken sinds 1988 en sinds 2006 docent compositie aan het Koninklijk Conservatorium in Den Haag.

## Composities
- 2013  Das Lebewohl, voor orkest
- 2005  Quene note, voor orkest
- 2004  Madame la Daufine, voor orkest
- 2002  Bloed I, versie voor blaasorkest
- 2002  Republiek der kinderen, voor jongenskoor en ensemble
- 2001  Bloed I, voor jongenskoor, gemengd koor, groot orkest en elektronica
- 2000  Bijt uw tijd, voor fanfareorkest
- 1999  Raamcompositie, voor ensemble
- 1998  Bloed II, voor countertenor, 2 tenors, bariton, blaasensemble en basso continuo
- 1996  Singing the faint farewell, voor groot ensemble en dans ad libitum
- 1995  Dame blanche, voor blokfluit, elektronica en orkest
- 1994  Canon perpetuus perforatus, voor speeldoos
- 1993  Beethoven is Doof/Beethoven is deaf, voor acteur, mime-speler en elektronica op teksten bewerkt uit Pierre Boulez' Schönberg est mort
- 1993  De tragische handeling, voor 5 musici en elektra
- 1992  Gefrorener Fall, voor Dick Raaijmakers, een klein Hollands winterdrama, voor mezzo-sopraan, pianist en geluidstechnicus op tekst van Willem Moolenaer
- 1992  De namen der goden, voor 2 piano's en elektra
- 1990  Dipl' ereoo, voor koor en instrumentaal ensemble
- 1988  Grand hotel, voor piano, geschreven voor pianist Gerard Bouwhuis
- 1987  La fine d'una lunga giornata, voor ensemble
- 1985  De deuren gesloten, voor groot ensemble, première tijdens het Holland Festival 1985
- 1984  Het gebroken oor, voor 13 instrumenten, geschreven voor het Schönberg Ensemble
- 1982-83 (revisie 2001)  Karkas, voor orkest
- 1981  Guillotine, een politieke cantate, voor mannenkoor en groot instrumentaal ensemble (met Jan Rispens en Huub de Vriend op teksten van Patrice Loemoemba, Rosa Luxemburg, Salvador Allende, Thomas Münzer en Louis Léon de St. Just)
- 1980  Bint, voor klein ensemble
- Blaaskwintet voor fluit, hobo, klarinet, fagot en hoorn

Het gebroken oor (1984), De deuren gesloten (1985) en Grand Hotel (1988) maken deel uit van een compositieproject, waarbij De Bondt probeerde de traditionele vormaspecten van muziek, zoals ritme en toonhoogte, zo veel mogelijk uit elkaar te halen en te verzelfstandigen, naar zijn zeggen "om het oor dat gebroken is te begrijpen, waardoor ruimte voor een nieuwe eenheid kan ontstaan".

## Bron en externe link
- pagina Cornelis de Bondt op de website van Donemus

- Gemeinsame Normdatei: 1015456162
- International Standard Name Identifier: 0000 0003 8320 4406
- Library of Congress Control Number: n78076024
- MusicBrainz: b8d62272-15c5-4c94-ba13-657f6adc0dce
- Nederlandse Thesaurus van Auteursnamen: 07119178X
- SNAC: w6tz12sf
- Virtual International Authority File: 268786633
- WorldCat: E39PBJrcghcwwywy79WRXWmKh3